# Eucithara cinnamomea
Eucithara cinnamomea é uma espécie de gastrópode do gênero Eucithara, pertencente à família Mangeliidae.